# Garrucha
Garrucha és una localitat de la província d'Almeria, Andalusia. L'any 2005 tenia 7.037 habitants. La seva extensió superficial és de 8 km² i té una densitat de 879,6 hab/km². Les seves coordenades geogràfiques són 37° 11′ N, 1° 49′ O. Està situada a una altitud de 23metres i a 93 quilòmetres de la capital de la província, Almeria.

## Demografia
| 1996  | 1998  | 1999  | 2000  | 2001  | 2002  | 2003  | 2004  | 2005  | 2006   |
| ----- | ----- | ----- | ----- | ----- | ----- | ----- | ----- | ----- | ------ |
| 5.000 | 5.001 | 5.156 | 5.292 | 5.465 | 5.828 | 6.123 | 6.525 | 7.037 | 10.352 |